# Arnold (Missouri)
|  | Dieser Artikel wurde aufgrund von inhaltlichen Mängeln auf der Qualitätssicherungsseite des Projektes USA eingetragen. Hilf mit, die Qualität dieses Artikels auf ein akzeptables Niveau zu bringen, und beteilige dich an der Diskussion! Eine nähere Beschreibung der zu behebenden Mängel fehlt. |

Arnold ist eine Stadt im US-Bundesstaat Missouri. Das U.S. Census Bureau hat bei der Volkszählung 2020 eine Einwohnerzahl von 20.858 ermittelt.
Arnold liegt 27 km südlich von St. Louis in deren Ballungsraum und gehört zum Jefferson County.
Die Fox High School in Arnold unterhält seit 1993 ein Schüleraustauschprogramm zum Martin-Rinckart-Gymnasium in Eilenburg.

## Persönlichkeiten
- Frank J. Grass (* 1951), General der United States Army